# Pic de Martell
El Pic de Martell és una muntanya de 363 metres al terme municipal de Sitges, a la comarca del Garraf. Als seus peus, a la banda sud hi ha la urbanització del Ratpenat prop del Port esportiu de la Ginesta. A gairebé un a l'oest del cim hi ha la Pleta